# 뭘 또 그렇게까지
"뭘 또 그렇게까지"(Lost & Found)는 한국에서 제작된 전계수 감독의 2009년 멜로/로맨스 영화이다. 이동규 등이 주연으로 출연하였고 오동진 등이 제작에 참여하였다.

## 출연

### 주연
- 이동규
- 주민하
- 조용준

### 조연
- 박경근
- 심영민
- 이규회
- 박석영
- 조성걸

## 기타
- 프로듀서: 김훈
- 프로듀서: 배정민
- 프로듀서: 송진화
- 제작부장: 주성수
- 제작부: 김완
- 제작지원: 조완형
- 제작지원: 이영애
- 제작관리: 김영신
- 공동제작: 엄용훈
- 협력프로듀서: 신영일
- 촬영부: 김재완
- 촬영부: 김정석
- 촬영부: 이경주
- 조명: 추인식
- 조명부: 박주석
- 조명부: 임진선
- 조명부: 장덕재
- 조명부: 김기재
- 스크립터: 이세진
- 조감독: 문희주
- 조감독: 박제욱
- 조감독: 박석영
- 동시녹음: 최민호
- 붐오퍼레이터: 박성호
- 미술: 이창선
- 미술팀: 임진영
- 미술팀: 이상열
- 미술협찬: 권선주
- 분장-의상: 임승희
- 분장팀: 전신영
- 편집보: 손연지
- 발전차: 한두형
- 분장지원: 최하나
- 분장지원: 이은주
- 의상팀: 나문수
- 음향부문: 김수현
- 음향부문: 이택환
- 음향부문: 김우재
- 마케팅부문: 홍송이
- 마케팅부문: 최영주
- 마케팅부문: 김동영
- 마케팅부문: 이현진
- 마케팅부문: 이의호
- 배급부문: 김유진
- 매니저부문: 차태영
- 매니저부문: 이강희
- 매니저부문: 정승욱
- 매니저부문: 구본권
- 매니저부문: 주연호
- 번역: 서미애
- 보험: 정문구
- 로케이션지원: 유동아
- 로케이션지원: 윤근영